# Klabonosa cabra
Klabonosa cabra är en stekelart som beskrevs av Boucek 1988. Klabonosa cabra ingår i släktet Klabonosa och familjen puppglanssteklar. Inga underarter finns listade i Catalogue of Life.